# یواس‌اس تاکن (ای‌ام-۱۲۶)
یواس‌اس تاکن (ای‌ام-۱۲۶) (به انگلیسی: USS Token (AM-126)) یک کشتی است که طول آن ۲۲۱ فوت ۳ اینچ (۶۷٫۴۴ متر) می‌باشد. این کشتی در سال ۱۹۴۲ ساخته شد.